# 調
調（ちょう、key）は音楽用語の一つ。
メロディーや和音が、中心音（tonal centre）と関連付けられつつ構成されているとき、その音楽は調性（tonality）があるという。伝統的な西洋音楽において、調性のある音組織を調と呼ぶ。
狭義には、伝統的な西洋音楽において、全音階（diatonic scale）から構成される長調（major key）と短調（minor key）の2つの調が知られ、そのそれぞれは全音階のドの音とラの音が中心音である（長調と短調の場合には、中心音を特に主音（tonic）と呼ぶ）。すなわち、長音階を用いる調が長調であり、短音階を用いる調が短調である。
バロック以降の西洋音楽にあっては、調性を確立する（聞き手に調性を確実に把握させる）ために和声（harmony）が重要な働きをする。
西洋音楽においては、一つの曲の中で必ずしも調は一定ではなく、転調（modulation）と呼ばれる手法によって、一時的に他の調に移行することがあるが、古いものにあっては調性を保持するため、必ず曲頭の調と曲尾の調が同じであるか、同じ主音を持つ長調と短調の関係にある調（同主調（parallel key、same tonic key）となる。この調性が崩れるのは20世紀の最初頃である。

## 各調
西洋音楽で使われる調は、次の24（異名同音の調を異なるものとすると、通常は30）である。
日本では、クラシック音楽の分野では主にドイツ語の音名、調名が使われ、ハ長調は C-Dur（ツェー・ドゥア）、ハ短調は c-Moll（ツェー・モール）のように呼び、長調（Dur ドゥア）の場合は大文字、短調（Moll モール〈ドイツ語では正確には「モル」[mɔl]〉）の場合は小文字とするのが一般的である。ドイツ音名は、嬰ハは Cis（ツィス）、変ニは Des（デス） のように音名の後に「is／es」を付ける（変ホの場合は Es（エス）、変イの場合は As（アス））。なお、ロが H（ハー）で、変ロが B（ベー）となり、この部分は英語の音名とは異なるので、注意を要する。
ポピュラー音楽の分野では英語の調名が使われ、それぞれ、長調（メジャー、major）、短調（マイナー、minor）の語の前に主音の音名を付して呼ぶ。
下の表の（　）内は、ポピュラー音楽の場合の表記のしかたである。